# Elecciones generales de Bolivia de 2002
Las elecciones generales bolivianas de 2002 se realizaron el domingo 30 de junio de 2002. Como ningún candidato obtuvo más de la mitad de los votos, el Congreso Nacional eligió entre los candidatos con mayor votación. Gonzalo Sánchez de Lozada fue reelegido presidente, recibiendo 84 votos en el Congreso contra 43 votos por Evo Morales.
Aquellos comicios expresaron el escaso apego de la población hacia los partidos políticos. No solamente hubo cambios en la orientación de los electores en relación con los procesos electorales anteriores sino que las encuestas que se ejecutaron durante la campaña mostraron cambios en las preferencias de los electores en los meses previos a la elección. Estas elecciones generales se realizaron con el Código Electoral consolidado en 1999.

## División electoral
Se mantuvo la asignación de 3 senadores a cada departamento, tal como en las elecciones anteriores desde 1979. Para el caso de los diputados, en esta elección se mantuvo el sistema mixto de elección que debutó en la elección anterior, con candidaturas plurinominales y uninominales, quedando de la siguiente manera:
| Departamento | Senadores | Diputados  | Diputados    |
| Departamento | Senadores | Uninominal | Plurinominal |
| ------------ | --------- | ---------- | ------------ |
| Chuquisaca   | 3         | 6          | 5            |
| La Paz       | 3         | 16         | 15           |
| Cochabamba   | 3         | 9          | 9            |
| Oruro        | 3         | 5          | 5            |
| Potosí       | 3         | 8          | 7            |
| Tarija       | 3         | 5          | 4            |
| Santa Cruz   | 3         | 11         | 11           |
| Beni         | 3         | 5          | 4            |
| Pando        | 3         | 3          | 2            |
| Total        | 27        | 68         | 62           |
| Total        | 27        | 130        |              |

## Resultados
Por primera vez desde 1980 un partido de izquierda lograba una votación importante. En la práctica, entre 1985 y 2002 la división entre izquierda y derecha careció de sentido en los análisis electorales en Bolivia, ya que los partidos más importantes suscribían los mismos principios económicos y políticos y los que llegaban al gobierno se limitaban a “administrar el modelo” o a profundizarlo con reformas en la gestión pública, privatización, descentralización o multiculturalismo. El hecho de que un partido con un discurso y un programa distinto lograran una representación notable en el Congreso fue el inicio del fin de la democracia pactada. Siendo segundo y teniendo el derecho de optar por la presidencia, el Movimiento al Socialismo (MAS) decidió no hacer acuerdos postelectorales. Ello redujo las posibilidades de pacto a tres partidos, uno de los cuales –Nueva Fuerza Republicana (NFR)- había sufrido serios ataques por parte del Movimiento Nacionalista Revolucionario (MNR) en la campaña electoral. Con esa reducción de incentivos para participar en un pacto se formó una coalición muy frágil (MNR y MIR) que si bien tenía la mayoría absoluta en el conjunto del Congreso, no la tenía en la Cámara de diputados (alcanzaba solamente un 47%).

### Presidente y Senado
|                                                                       |                                                                    |                                        |           |        |           |
| Candidatos                                                            | Candidatos                                                         | Partido                                | Votos     | %      | Senadores |
|                                                                       | Gonzalo Sánchez de Lozada y Sánchez Bustamante Carlos Mesa Gisbert | Movimiento Nacionalista Revolucionario | 624 126   | 22,46  | 11        |
|                                                                       | Evo Morales Ayma Antonio Peredo Leigue                             | Movimiento al Socialismo               | 581 884   | 20,94  | 8         |
|                                                                       | Manfred Reyes Villa Bacigalupi Ivo Kuljis Füchtner                 | Nueva Fuerza Republicana               | 581 163   | 20,91  | 2         |
|                                                                       | Jaime Paz Zamora Carlos Saavedra Bruno                             | Movimiento de Izquierda Revolucionaria | 453 375   | 16,32  | 5         |
|                                                                       | Felipe Quispe Huanca Esther Balboa Bustamante                      | Movimiento Indígena Pachakuti          | 169 239   | 6,09   |           |
|                                                                       | Jhonny Fernández Saucedo Marlene Fernández del Granado             | Unidad Cívica Solidaridad              | 153 210   | 5,51   |           |
|                                                                       | Ronald MacLean Abaroa Tito Hoz de Vila                             | Acción Democrática Nacionalista        | 94 386    | 3,40   | 1         |
|                                                                       | Alberto Costa Obregón Ximena Prudencio Bilbao                      | Partido Libertad y Justicia            | 75 522    | 2,72   |           |
|                                                                       | Rolando Morales Anaya Ernesto Ayoroa Argandoña                     | Partido Socialista                     | 18 162    | 0,65   |           |
|                                                                       | René Blattmann Bauer Carlos Alarcón Mondonio                       | Movimiento Ciudadano para el Cambio    | 17 405    | 0,63   |           |
|                                                                       | Nicolás Valdivia Almanza Esperanza Huanca Poma                     | Conciencia de Patria                   | 10 336    | 0,37   |           |
| Votos válidos                                                         | Votos válidos                                                      | Votos válidos                          | 2 778 808 | 66,72  |           |
| Votos en blanco                                                       | Votos en blanco                                                    | Votos en blanco                        | 130 685   | 4,36   |           |
| Votos nulos                                                           | Votos nulos                                                        | Votos nulos                            | 84 572    | 2,82   |           |
| Total de votos emitidos                                               | Total de votos emitidos                                            | Total de votos emitidos                | 2 994 065 | 71,89  | 27        |
| Inscritos                                                             | Inscritos                                                          | Inscritos                              | 4 164 909 | 100,00 |           |
| Abstención                                                            | Abstención                                                         | Abstención                             | 1 170 844 | 28,11  |           |
| Fuente: The 2002 presidential and parliamentary elections in Bolivia. |                                                                    |                                        |           |        |           |

### Cámara de Diputados
|  | 22.46 % |

|  | 23.91 % |

|  | 20.94 % |

|  | 14.62 % |

|  | 20.91 % |

|  | 15.48 % |

|  | 16.32 % |

|  | 17.34 % |

|  | 6.09 % |

|  | 5.25 % |

|  | 5.51 % |

|  | 7.85 % |

|  | 3.40 % |

|  | 7.46 % |

|  | 4.37 % |

|  | 8.09 % |

|  | 92.82 % |

|  | 85.48 % |

|  | 4.36 % |

|  | 12.06 % |

|  | 2.82 % |

|  | 2.46 % |

|  | 100.00 % |

|  | 100.00 % |

|  | 72.06 % |

|  | 71.91 % |

### Votación del Congreso
Los miembros de Nueva Fuerza Republicana (NFR) votaron simbólicamente por Manfred Reyes Villa como candidato, por lo que sus votos fueron declarados nulos en la votación del Congreso Pleno, realizada el 4 de agosto.
| Candidato                            | Candidato                            | Partido                              | Votos | %     |
| ------------------------------------ | ------------------------------------ | ------------------------------------ | ----- | ----- |
|                                      | Gonzalo Sánchez de Lozada            | MNR-MIR-ADN-UCS                      | 84    | 54,19 |
|                                      | Evo Morales                          | MAS-MIP                              | 43    | 27,74 |
| Votos en blanco y nulos              | Votos en blanco y nulos              | Votos en blanco y nulos              | 28    | 18,06 |
| Total                                | Total                                | Total                                | 155   | 100   |
| Votantes registrados / Participación | Votantes registrados / Participación | Votantes registrados / Participación | 157   | 98,73 |
| Fuente: Cooperativa.                 |                                      |                                      |       |       |